# تریسی لتس
تریسی لِتس (به انگلیسی: Tracy Letts) (متولد ۴ ژوئیه ۱۹۶۵) نمایشنامه‌نویس، فیلم‌نامه‌نویس و هنرپیشه آمریکایی است. او موفق به دریافت جایزه پولیتزر برای نویسندگی نمایشنامهٔ آگوست: اوسیج کانتی (۲۰۰۸) شده‌است. او همچنین توانست جایزه تونی را برای بازی در نمایش چه کسی از ویرجینیا وولف می‌ترسد؟ (۲۰۱۳) به دست آورد.
از لتس، نمایشنامه‌های آگوست: اوسیج کانتی و دونات فرد اعلاء به فارسی ترجمه شده‌است.
از فیلم‌ها یا برنامه‌های تلویزیونی که وی به‌عنوان بازیگر در آن نقش داشته‌است می‌توان به تاکسی شیکاگو(۱۹۹۷)، گوئین‌اور (۱۹۹۹)، فرار از زندان (۲۰۰۶)، میهن (۲۰۱۳)، رکود بزرگ (۲۰۱۵)، سگ-سوسیسی (۲۰۱۶) خشم (۲۰۱۶) الویس و نیکسون (۲۰۱۶)، فورد در برابر فراری(۲۰۱۹) و خروج فرانسه (۲۰۲۰) اشاره کرد.